# 柏好文
柏 好文（かしわ よしふみ、1987年7月28日 - ）は、山梨県南巨摩郡増穂町（現：富士川町）出身のプロサッカー選手。Jリーグ・ヴァンフォーレ甲府所属。ポジションはミッドフィールダー（MF）。

## 来歴

### プロ入り前
旧・南巨摩郡増穂町の出身。長谷川悠は小学校の同級生であり、共に増穂サッカースポーツ少年団でサッカーを学ぶ。中学は地元強豪・フォルトゥナSCでプレー。
2003年、名門の山梨県立韮崎高等学校へと進学する。2年先輩に千野俊樹。2004年高校2年時のインターハイでベスト8に進出、この頃から名を知られるようになる。
2006年、国士舘大学へ入学、大学サッカーの強豪・国士大サッカー部
に入団する。同期に伊東俊・内藤圭佑・先崎勝也がいた。3年上の先輩に養父雄仁・柴崎晃誠、1年後輩に塩谷司がいる。柏も大学1年からレギュラーに抜擢され関東大学リーグ新人王、大学3年時関東リーグベスト11、大学4年時には全日本大学選抜に選出された。関東1部通算は66試合25得点を記録、大学3年時に出場した天皇杯では4試合で2得点を挙げる活躍を見せている。

### ヴァンフォーレ甲府
2010年、柏の地元チームであるヴァンフォーレ甲府に入団する。柏はこの年、唯一の大卒ルーキーであった。当初から試合出場を重ね、2011年5月にプロA契約に移行した ものの、その存在が際立つのは2012年城福浩が甲府監督に就任して以降のことである。(なお、後のインタビューで柏は城福への感謝を語っている)この年、J2全42試合中41試合に出場しチームのJ2優勝およびJ1昇格に貢献した。
2013年は開幕戦より右MFとして出場、シーズン途中のシステム変更に伴い自身も右ウイングバックへとポジションを移し、豊富な運動量を生かしてチームの中心となり全試合に出場、4得点を記録し残留に貢献した。
この柏の活躍により、他のJ1チームから獲得オファーが続出した。2012年末には名古屋・清水などから甲府を上回る好条件でオファーされたが甲府に残留、2013年末には川崎・横浜FM・新潟・C大阪・広島などからオファーが届き甲府も残留に向け交渉を進めていた。

### サンフレッチェ広島
2014年、柏はサンフレッチェ広島へと完全移籍した。背番号は甲府時代と同じ18。リーグ戦序盤はキャンプでの怪我により出遅れたものの完治後は左右両サイドをこなし広島のサイドを活性化し、シーズンを29試合出場2得点で終えた。
2015年、開幕戦から左のウイングバックとしてレギュラーに定着。チャンピオンシップ決勝の第1戦のガンバ大阪戦ではベンチスタートだったが、後半から途中出場して1得点1アシストをあげる活躍でマン・オブ・ザ・マッチに選ばれた。第2戦でも清水航平に変わって後半から途中出場すると、優勝を決める浅野拓磨の貴重な同点ゴールアシストした。
その後、副キャプテンを務めるなど広島の絶対的存在として主力に定着。
2018年は4-4-2の左サイドハーフを主な主戦場とした。
2019年、チームのフォーメーションが3-6-1に戻ったことに伴い、左ウイングバックとして出場。これまでの武器であったチャンスメイクとドリブルに加えて得点力が向上し、J1リーグ8ゴール4アシストの結果を残す。8ゴールは同シーズンチームトップの数字となった。2024年シーズン終了後、11シーズン過ごしたサンフレッチェ広島を退団することが発表された。シーズン最終節のガンバ大阪戦では途中出場から1アシストを決めた。
2024シーズン終了後、契約満了により退団した。

### ヴァンフォーレ甲府
2025年、ヴァンフォーレ甲府に完全移籍で加入した。12年ぶりの復帰となる。

## 所属クラブ
- 1995年 - 1999年 増穂SSS
- 2000年 - 2002年 フォルトゥナSC
- 2003年 - 2005年 山梨県立韮崎高等学校
- 2006年 - 2009年 国士舘大学
- 2010年 - 2013年 ヴァンフォーレ甲府
- 2014年 - 2024年 サンフレッチェ広島
- 2025年 - ヴァンフォーレ甲府

## 個人成績
| 国内大会個人成績 | 国内大会個人成績 | 国内大会個人成績 | 国内大会個人成績 | 国内大会個人成績 | 国内大会個人成績               | 国内大会個人成績 | 国内大会個人成績 | 国内大会個人成績 | 国内大会個人成績 | 国内大会個人成績 | 国内大会個人成績 |
| 年度             | クラブ           | 背番号           | リーグ           | リーグ戦         | リーグ戦                       | リーグ杯         | リーグ杯         | オープン杯       | オープン杯       | 期間通算         | 期間通算         |
| 年度             | クラブ           | 背番号           | リーグ           | 出場             | 得点                           | 出場             | 得点             | 出場             | 得点             | 出場             | 得点             |
| 日本             | 日本             | 日本             | 日本             | リーグ戦         | リーグ戦                       | リーグ杯         | リーグ杯         | 天皇杯           | 天皇杯           | 期間通算         | 期間通算         |
| ---------------- | ---------------- | ---------------- | ---------------- | ---------------- | ------------------------------ | ---------------- | ---------------- | ---------------- | ---------------- | ---------------- | ---------------- |
| 2008             | 国士大           | 8                | -                | -                | -                              | -                | -                | 4                | 2                | 4                | 2                |
| 2010             | 甲府             | 27               | J2               | 16               | 1                              | -                | -                | 2                | 0                | 18               | 1                |
| 2011             | 甲府             | 18               | J1               | 29               | 1                              | 1                | 0                | 1                | 0                | 31               | 1                |
| 2012             | 甲府             | 18               | J2               | 41               | 4                              | -                | -                | 0                | 0                | 41               | 4                |
| 2013             | 甲府             | 18               | J1               | 34               | 4                              | 3                | 0                | 4                | 0                | 41               | 4                |
| 2014             | 広島             | 18               | J1               | 29               | 2                              | 5                | 0                | 0                | 0                | 34               | 2                |
| 2015             | 広島             | 18               | J1               | 30               | 4                              | 2                | 0                | 4                | 1                | 36               | 5                |
| 2016             | 広島             | 18               | J1               | 34               | 1                              | 2                | 0                | 2                | 1                | 38               | 2                |
| 2017             | 広島             | 18               | J1               | 29               | 2                              | 4                | 0                | 1                | 0                | 34               | 2                |
| 2018             | 広島             | 18               | J1               | 34               | 4                              | 2                | 0                | 3                | 0                | 39               | 4                |
| 2019             | 広島             | 18               | J1               | 34               | 8                              | 2                | 0                | 1                | 0                | 37               | 8                |
| 2020             | 広島             | 18               | J1               | 28               | 1                              | 2                | 0                | -                | -                | 30               | 1                |
| 2021             | 広島             | 18               | J1               | 29               | 2                              | 6                | 0                | 0                | 0                | 35               | 2                |
| 2022             | 広島             | 18               | J1               | 25               | 3                              | 10               | 2                | 4                | 1                | 39               | 6                |
| 2023             | 広島             | 18               | J1               | 9                | 0                              | 4                | 0                | 1                | 0                | 14               | 0                |
| 2024             | 広島             | 18               | J1               | 6                | 0                              | 1                | 1                | 3                | 0                | 10               | 1                |
| 2025             | 甲府             | 18               | J2               |                  |                                |                  |                  |                  |                  |                  |                  |
| 通算             | 日本             | 日本             | J1               | 350              | 32                             | 44               | 3                | 24               | 3                | 418              | 38               |
| 通算             | 日本             | 日本             | J2               | 57               | 5\|\|\|\|\|\|2\|\|0\|\|59\|\|5 |                  |                  |                  |                  |                  |                  |
| 通算             | 日本             | 日本             | 他               | -                | -                              | -                | -                | 4                | 2                | 4                | 2                |
| 総通算           | 総通算           | 総通算           | 総通算           | 407              | 37                             | 44               | 3                | 30               | 5                | 481              | 45               |

その他の公式戦
- 2015年
  - Jリーグチャンピオンシップ 2試合1得点
- 2016年
  - FUJI XEROX SUPER CUP 1試合0得点

| 国際大会個人成績 | 国際大会個人成績 | 国際大会個人成績 | 国際大会個人成績 | 国際大会個人成績 | FIFA      | FIFA      |
| 年度             | クラブ           | 背番号           | 出場             | 得点             | 出場      | 得点      |
| AFC              | AFC              | AFC              | ACL              | ACL              | クラブW杯 | クラブW杯 |
| ---------------- | ---------------- | ---------------- | ---------------- | ---------------- | --------- | --------- |
| 2014             | 広島             | 18               | 6                | 0                | -         | -         |
| 2015             | 広島             | 18               | -                | -                | 4         | 0         |
| 2016             | 広島             | 18               | 5                | 0                | -         | -         |
| 2019             | 広島             | 18               | 4                | 0                | -         | -         |
| 2024             | 広島             | 18               | 5                | 0                | -         | -         |
| 通算             | AFC              | AFC              | 20               | 0                | 4         | 0         |

その他の国際公式戦
- 2019年
  - AFCチャンピオンズリーグ・プレーオフ 1試合0得点
- Jリーグ初出場 - 2010年4月25日 J2 第8節 東京ヴェルディ戦（味の素スタジアム）
- Jリーグ初得点 - 2010年8月29日 J2 第24節 大分トリニータ戦（小瀬スポーツ公園陸上競技場）

## タイトル

### クラブ
サンフレッチェ広島
- J1リーグ：1回（2015）
- ゼロックススーパーカップ：1回（2016年）

### 個人
- J1リーグ・月間MVP：1回（2019年8月）

## 受賞歴
- Jリーグアウォーズ
  - 2015年 優秀選手賞

## 参考資料
- 柏好文 - ゲキサカ
- 柏好文 - エル・ゴラッソ